# Muzeum Oręża Polskiego w Kiermusach
Muzeum Oręża Polskiego im. Jerzego Hofmanna w Kiermusach – prywatne muzeum z siedzibą w Kiermusach koło Tykocina (powiat białostocki). Placówka ma siedzibę w „Jantarowym Dworze” – budynku wzorowanym na XVII-wieczny kasztelu, wchodzącym w skład kompleksu turystycznego „Kiermusy Dworek nad Łąkami”.
Muzeum zostało otwarte w maju 2013 roku. W ramach ekspozycji prezentowane są eksponaty, związane z ekranizacjami powieści Henryka Sienkiewicza: „Krzyżacy”, „Pan Wołodyjowski”, „Potop” oraz „Ogniem i mieczem”. Część eksponatów stanowi rekwizyty z planów zdjęciowych trylogii w reżyserii Jerzego Hoffmana i została przekazana przez reżysera (stroje, repliki uzbrojenia). Ponadto w zbiorach znajdują się pamiątki archeologiczne i etnograficzne oraz numizmaty.
Na terenie muzeum znajduje się ekspozycja średniowiecznych narzędzi tortur (madejowe łoże, kołyska Judasza, maski hańby, beczki hańby, gilotyna, szafot i inne).
W muzeum odtworzono wnętrza z okresu Rzeczypospolitej Obojga Narodów, dziedziniec zamkowy, izbę tortur oraz lochy. Zrekonstruowano również niektóre sceny z filmów.
Zwiedzanie muzeum jest możliwe w każdą letnią niedzielę, po uprzednim uzgodnieniu. Wstęp jest płatny. Poza sezonem letnim zwiedzanie odbywa się w każda pierwsza niedzielę miesiąca.

## Galeria

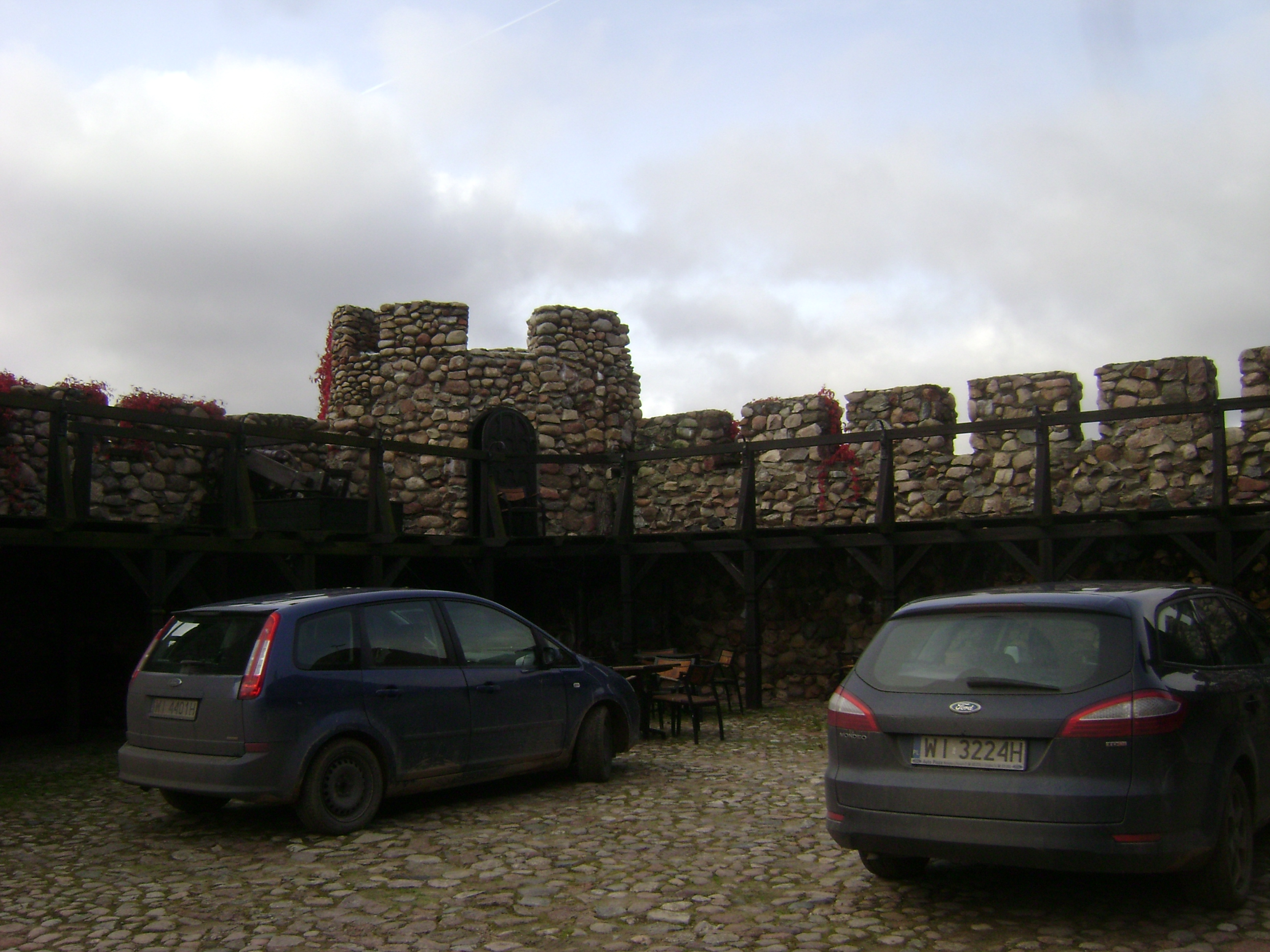
Dziedziniec kasztelu
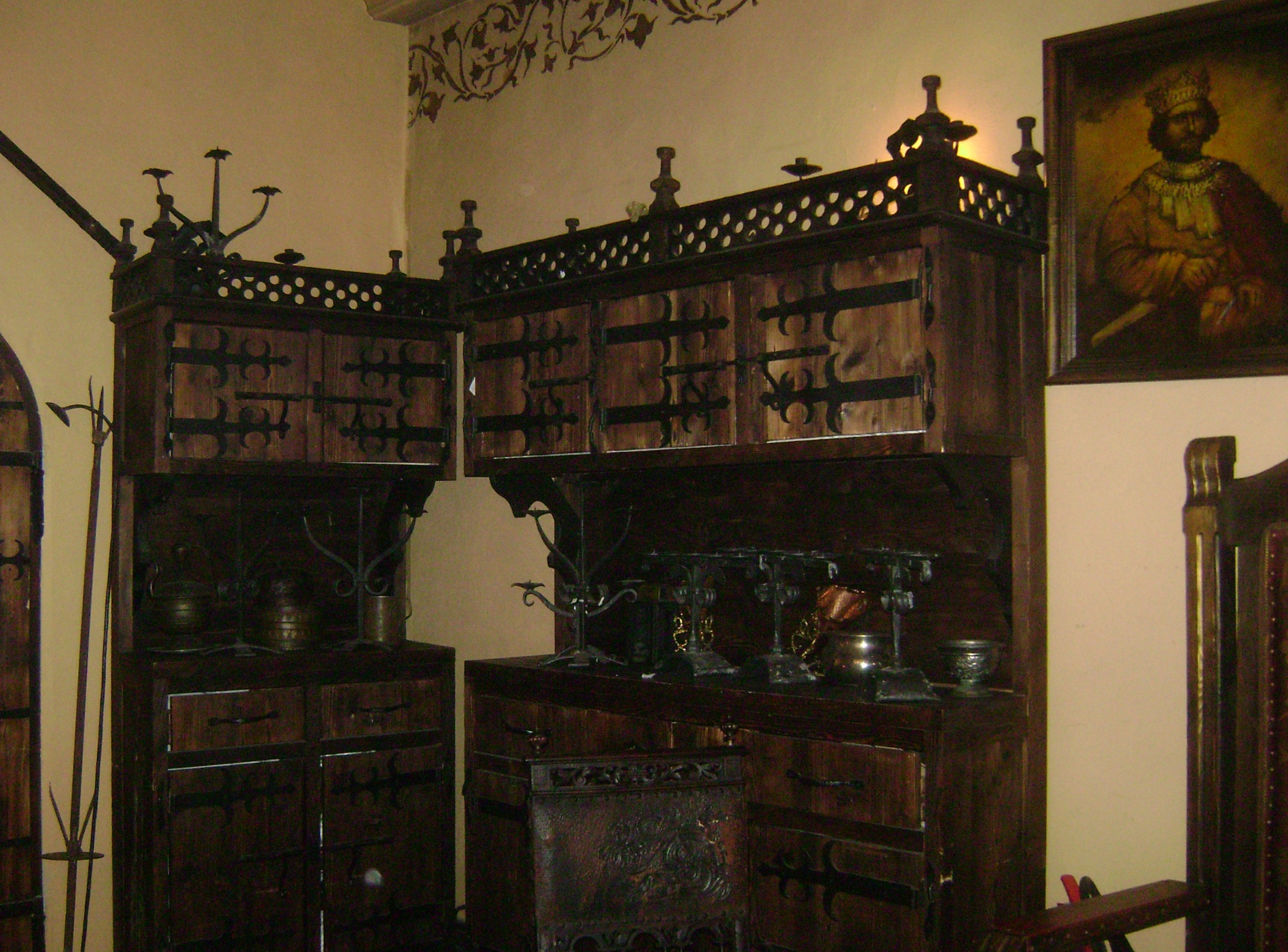
Wnętrze muzeum
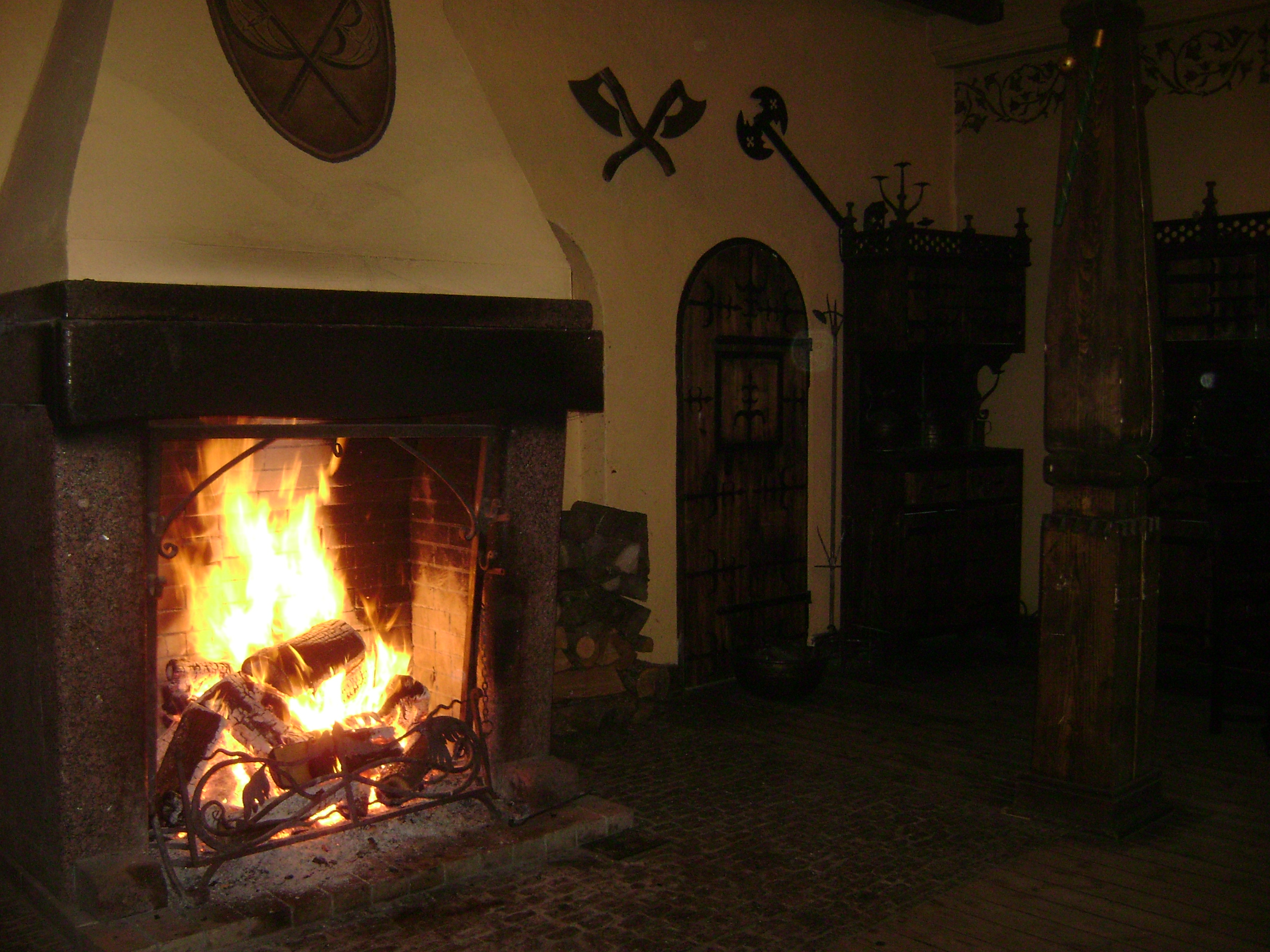
Wnętrze muzeum